# 位相因子
位相因子（いそういんし、英: phase factor）とは、複素数が reiθ などの極形式で書かれたときの複素指数因子 eiθ のことである。位相因子は単位複素数、つまり絶対値が1である。位相因子を一般化したものがフェーザで、1以外の大きさも持ち得るので、円周群の一部であるとは限らない。位相因子は量子力学においてよく用いられる。
変数 θ は、一般的に位相と呼ばれる。平面波 Aei(k⋅r − ωt) に位相因子を掛けると、波の位相が θ だけシフトする。
{\displaystyle e^{i\theta }Ae^{i\left({\mathbf {k} \cdot \mathbf {r} -\omega t}\right)}=Ae^{i\left({\mathbf {k} \cdot \mathbf {r} -\omega t+\theta }\right)}}
量子力学における位相因子は、ケット |ψ⟩ やブラ ⟨φ| にかかる複素係数 eiθ である。この位相因子 eiθ は物理的意味を持たない。なぜなら ⟨φ|A|φ⟩ と ⟨φ|e−iθ Aeiθ|φ⟩ は同じ値であるため、位相因子を導入しても物理量を表すエルミート演算子の期待値は変化しないからである。しかし相互作用する2つの量子状態間の位相因子の差は観測されることがあり、重要な結果を生じさせる。
光学では、干渉を扱うときに位相因子が重要となる。